# Freadelpha divisa
Freadelpha divisa là một loài bọ cánh cứng trong họ Cerambycidae.